# Epimorphismus
Epimorphismus (von griechisch ἐπί epi „auf“ und μορφή morphē „Gestalt, Form“) ist ein Begriff aus den mathematischen Teilgebieten der Algebra und der Kategorientheorie. In der universellen Algebra bezeichnet er einen Homomorphismus, der surjektiv ist. In der Kategorientheorie ist Epimorphismus der duale Begriff zu Monomorphismus und verallgemeinert den (mengentheoretischen) Begriff der surjektiven Abbildung.
Äquivalent sind die beiden Begriffe zumindest in den folgenden Fällen:
- Vektorräume oder allgemeiner Moduln
- (abelsche) Gruppen

## Epimorphismus in der Kategorientheorie

### Definition
In der Kategorientheorie ist ein Epimorphismus ein Morphismus {\displaystyle f\colon X\to Y} mit folgender Eigenschaft:
Sind {\displaystyle g,h\colon Y\to Z} beliebige Morphismen mit {\displaystyle g\circ f=h\circ f}, dann ist stets {\displaystyle g=h}. (Man sagt auch: {\displaystyle f} ist „rechtskürzbar“.)
{\displaystyle Y} (zusammen mit {\displaystyle f}) heißt dann ein Quotientenobjekt von {\displaystyle X}.
In den Pfeildiagrammen der homologischen Algebra wird ein Epimorphismus {\displaystyle f} als kurze exakte Sequenz
{\displaystyle X\;{\overset {f}{\longrightarrow }}\;Y\longrightarrow 0}
oder unter Verwendung eines Zweispitzenpfeils mit zwei Termen als
{\displaystyle X\;{\overset {f}{\twoheadrightarrow }}\;Y}
notiert.

### Spezielle Epimorphismen
Ein Epimorphismus {\displaystyle f} heißt extremal, wenn er Epimorphismus ist und zusätzlich folgende Extremaleigenschaft erfüllt:
Ist {\displaystyle f=m\circ g}, wobei {\displaystyle m} ein Monomorphismus ist, dann muss {\displaystyle m} ein Isomorphismus sein.

### Beispiele
Epimorphismen von Vektorräumen oder allgemein Moduln sowie (abelschen) Gruppen sind genau die surjektiven Homomorphismen.
Epimorphismen von Ringen sind im Allgemeinen nicht surjektiv, siehe unten.
In den Kategorien {\displaystyle \mathbf {Set} }, {\displaystyle \mathbf {Grp} } sind die Epimorphismen genau die extremalen Epimorphismen, und zwar die surjektiven Morphismen.
In der Kategorie der topologischen Räume sind die Epimorphismen die surjektiven stetigen Abbildungen und die extremalen Epimorphismen die Quotientenabbildungen.
In der Kategorie {\displaystyle \mathbf {Top} _{2}} der Hausdorff-Räume sind die extremalen Epimorphismen die gleichen wie in {\displaystyle \mathbf {Top} }, jedoch die Epimorphismen sind die stetigen Abbildungen mit dichtem Bild. Diese Tatsache wird häufig ausgenutzt bei so genannten „Dichteschlüssen“: Um zu zeigen, dass zwei stetige Funktionen mit gemeinsamen Definitionsbereich {\displaystyle \mathrm {dom} } (ein Hausdorff-Raum) gleich sind, genügt es zu zeigen, dass sie auf einer dichten Teilmenge {\displaystyle D} des Definitionsbereichs übereinstimmen. Die Inklusionsabbildung {\displaystyle D\to \mathrm {dom} } ist ein Epimorphismus, woraus die Gleichheit auf dem gesamten Definitionsbereich folgt.
In der Kategorie {\displaystyle \mathbf {BanSp} _{1}} sind die Epimorphismen die linearen stetigen Abbildungen mit dichtem Bild (Banachräume sind Hausdorffsch) und die extremalen Epimorphismen sind die surjektiven stetigen linearen Abbildungen.

## Epimorphismus in der universellen Algebra
In der universellen Algebra ist ein Epimorphismus definiert als surjektiver Homomorphismus.

### Beispiele
Ist {\displaystyle f\colon A\to B} ein Homomorphismus, so ist {\displaystyle f'\colon A\to \mathrm {im} \,f,a\mapsto f(a)}
surjektiv, also ein Epimorphismus.
Zu jedem Normalteiler {\displaystyle N} einer Gruppe {\displaystyle G} gibt es einen kanonischen Epimorphismus {\displaystyle p\colon G\to G/N}, der ein Element {\displaystyle g} von {\displaystyle G} auf seine Restklasse {\displaystyle gN} abbildet.
Bekannteste Beispiele für kanonische Epimorphismen sind die Abbildungen, die einer ganzen Zahl ihren Rest bei Division durch eine natürliche Zahl {\displaystyle m} zuordnen, wobei dieser Rest als Element des Restklassenringes {\displaystyle \mathbb {Z} /m\mathbb {Z} } aufgefasst wird.
Die Parallelprojektion ist in der linearen Algebra ein Vektorraum-Homomorphismus, der einen Vektorraum surjektiv auf einen Untervektorraum abbildet.

## Nicht-surjektive Monoid-Epimorphismen
Betrachtet sei der Einbettungs-Morphismus {\displaystyle i} der natürlichen Zahlen {\displaystyle \mathbb {N} _{0}} einschließlich der Null in die ganzen Zahlen {\displaystyle \mathbb {Z} } (beide sind Monoide mit der Addition {\displaystyle +} als Verknüpfung und {\displaystyle 0} als neutralem Element):
{\displaystyle i\colon \quad \mathbb {N} _{0}\to \mathbb {Z} ,\quad n\mapsto n}.
Er ist nicht surjektiv und somit kein Epimorphismus im Sinne der universellen Algebra. Er ist jedoch ein Epimorphismus in der Kategorie der Monoide.
Beweis:
Es sei {\displaystyle M} ein Monoid mit der Operation {\displaystyle +_{_{\!M}}} und dem neutralen Element {\displaystyle 0_{_{M}}}. Weiter seien {\displaystyle g,h\colon \,\mathbb {Z} \to M} zwei ansonsten beliebige Monoid-Homomorphismen mit {\displaystyle g\circ i=h\circ i.}
Zu zeigen ist, dass {\displaystyle g=h} auf ganz {\displaystyle \mathbb {Z} .}
Da {\displaystyle i} eingeschränkt auf die nicht-negativen ganzen Zahlen umkehrbar (und die Identität) ist, stimmen dort {\displaystyle g} und {\displaystyle h} überein.
Dass sie auch auf den negativen Zahlen übereinstimmen, zeigt folgende Gleichungskette, die für ein beliebiges negatives {\displaystyle z\in \mathbb {Z} } gilt
(dabei sei {\displaystyle {\bar {z}}:=-z} eine Notation für die additive Inverse von {\displaystyle z,} so dass {\displaystyle {\bar {z}}} dann positiv ist):
| {\displaystyle g(z)} | {\displaystyle =} | {\displaystyle g(z)+_{_{\!M}}0_{_{M}}}                    | Definition der {\displaystyle 0_{_{M}}\in M}                 |
|                      | {\displaystyle =} | {\displaystyle g(z)+_{_{\!M}}h(0)}                        | {\displaystyle h} ist Monoid-Homomorphismus                  |
|                      | {\displaystyle =} | {\displaystyle g(z)+_{_{\!M}}h({\bar {z}}+z)}             | Eigenschaft in {\displaystyle \mathbb {Z} }                  |
|                      | {\displaystyle =} | {\displaystyle g(z)+_{_{\!M}}h({\bar {z}})+_{_{\!M}}h(z)} | {\displaystyle h} ist Monoid-Homomorphismus                  |
|                      | {\displaystyle =} | {\displaystyle g(z)+_{_{\!M}}g({\bar {z}})+_{_{\!M}}h(z)} | {\displaystyle g,h} stimmen auf den positiven Zahlen überein |
|                      | {\displaystyle =} | {\displaystyle g(z+{\bar {z}})+_{_{\!M}}h(z)}             | {\displaystyle g} ist Monoid-Homomorphismus                  |
|                      | {\displaystyle =} | {\displaystyle g(0)+_{_{\!M}}h(z)}                        | Eigenschaft in {\displaystyle \mathbb {Z} }                  |
|                      | {\displaystyle =} | {\displaystyle 0_{_{M}}+_{_{\!M}}h(z)}                    | {\displaystyle g} ist Monoid-Homomorphismus                  |
|                      | {\displaystyle =} | {\displaystyle h(z)}                                      | Definition der {\displaystyle 0_{_{M}}\in M}                 |
Damit ist {\displaystyle g=h} auf dem ganzen Definitionsbereich {\displaystyle \mathbb {Z} }, also {\displaystyle i} ein Epimorphismus.     {\displaystyle \square }
Übrigens gilt schon die wesentlich stärkere Aussage:
Stimmen zwei Monoid-Homomorphismen {\displaystyle g,h\colon \,\mathbb {Z} \to M} auf zwei konsekutiven Zahlen überein, dann stimmen sie überhaupt überein.